# Římskokatolická farnost Dražice
Římskokatoická farnost Dražice je územním společenstvím římských katolíků v rámci táborského vikariátu Českobudějovické diecéze.

## O farnosti

### Historie
Plebánie se připomíná v Dražicích v roce 1359, později zanikla. Farnost byla zřízena v roce 1754.

### Současnost
Farnost je administrována ex currendo z Tábora-Klokot.
| Fotografie | Kostel                   | Místo    | Bohoslužba             | Bohoslužba             | Poznámka     |
| ---------- | ------------------------ | -------- | ---------------------- | ---------------------- | ------------ |
|            | Kostel sv. Jana Křtitele | Dražice  | neděle                 | 8.30                   | farní kostel |
|            | Kaple                    | Meziříčí | neslouží se pravidelně | neslouží se pravidelně | obecní kaple |